# Almost Love
«Almost Love» es una canción de la cantante estadounidense Sabrina Carpenter. Se estrenó el 6 de junio de 2018 como sencillo de su tercer álbum de estudio Singular: Act I a través de Hollywood Records. La canción fue escrita por Sabrina Carpenter, Steph Jones, Nate Campany y Mikkel Eriksen y la producción fue llevada a cabo por Stargate. 

## Antecedentes y grabación
El 13 de mayo, Carpenter anunció a través de Twitter que el sencillo se lanzaría el 6 de junio y un día después reveló que interpretaría la canción en Wango Tango, cuatro días antes del lanzamiento oficial. Fue escrita y grabada un lunes a principios de 2018 en tres horas y fue una de las últimas canciones grabadas para el álbum. El concepto de la canción comenzó cuando Carpenter vio su teléfono y tenía una nota que decía el título de la canción. Carpenter explicó en una entrevista con BUILD Series LND "He tenido estos encuentros tantas veces en mi vida, estas casi interacciones que nunca se convierten en nada, y son estas, como, relaciones y nunca terminas la historia". Comentó a Billboard que cuando estaba escribiendo la canción, no estaba pensando "Todavía tengo que escribir ese primer sencillo", dijo "Escuchando la canción cuando terminamos, tenía esta confianza y esta personalidad en mi voz que realmente no había tenido antes. Cada vez que la escuchaba, me hacía querer levantarme y bailar físicamente, y nunca he tenido una canción así".

## Composición
«Almost Love» es una canción dance-pop con un ritmo electropop. Líricamente, la canción trata sobre una relación que ninguna de las partes la toma en serio. El segundo verso fue la última parte que se escribió y la última letra que se escribió, "Te quiero como un solitario quiere una habitación vacía", resultó ser la letra favorita de Carpenter en la pista.

## Presentaciones en vivo
Carpenter interpretó la canción por primera vez en Wango Tango el 2 de junio de 2018, cuatro días antes de la fecha de lanzamiento. El 1 de octubre de 2018, la interpretó la canción en The Late Late Show with James Corden.

## Vídeo musical
Un video lírico dirigido por Elias Tahan acompañó el lanzamiento de la canción. Cuenta con Carpenter en un bar de karaoke. El video musical oficial fue lanzado a través de Vevo y YouTube el 12 de julio de 2018. Fue dirigido por Hannah Lux Davis y fue filmado en el Museo de Historia de Pasadena en mayo de 2018.

### Recepción
Taylor Fields de IHeartRadio comparó a Carpenter en el video con el mito griego de Medusa diciendo: "Mientras Carpenter no tiene serpientes para el cabello en este clip (su cabello súper rubio se ve increíble), ella también convierte a los hombres en piedra, al igual que su escuadrón de chicas con un beso ". Matt Moen, de la revista Paper, describió el video como "La emoción de la voluntad-ellos-o-no-ellos que se acumula en el clímax de ese libro de cuentos".

## Posicionamiento en listas
| Listas (2019)                      | Mejor posición |
| ---------------------------------- | -------------- |
| Estados Unidos (Dance Club Songs)  | 1              |
| Estados Unidos (Mainstream Top 40) | 21             |

| Listas (2019)                     | Mejor posición |
| --------------------------------- | -------------- |
| Estados Unidos (Dance Club Songs) | 3              |

## Historial de lanzamiento
| País           | Fecha                    | Formato                     | Versión                | Discográfica      | Ref    |
| -------------- | ------------------------ | --------------------------- | ---------------------- | ----------------- | ------ |
| Estados Unidos | 6 de junio de 2018       | Descarga digital, Streaming | Original               | Hollywood Records | [ 17 ] |
| Estados Unidos | 19 de junio de 2018      | Contemporary hit radio      | Original               | Hollywood Records | [ 18 ] |
| Varios         | 13 de julio de 2018      | Descarga digital, Streaming | R3hab Remix            | Hollywood Records | [ 19 ] |
| Filipinas      | 10 de agosto de 2018     | Descarga digital, Streaming | Shanti Dope version    | Hollywood Records | [ 20 ] |
| Varios         | 24 de agosto de 2018     | Descarga digital, Streaming | Digital EP             | Hollywood Records | [ 17 ] |
| Varios         | 28 de septiembre de 2018 | Descarga digital, Streaming | Stargate Warehouse Mix | Hollywood Records | [ 21 ] |